# Chadra (Liban)
Pour les articles homonymes, voir Chadra.
Chadra (arabe : شدرا) est un village du Gouvernorat de l'Akkar, région Nord-Est du Liban. Sa population est majoritairement composée de Grecs-orthodoxes libanais et minoritairement d'habitant d'autres confessions chrétiennes.
À une altitude de 450 mètres au-dessus du niveau de la mer et d'une superficie de 651 hectares, il est respectivement entouré par les villages d'Owaniat à l'ouest, Machta Hassan au nord et Andaket au sud. 
Le village se situe à une distance de 146 km de Beyrouth, il est proche de la frontière syrienne.
Il est accessible de deux manières :
1. Halba - Bire aakar - Kobayat - Andeket - Chadra.
2. Aabdeh - Mqaitaa - al Aaboudiye - Munjiz - Chadra.

Chadra se caractérise par un climat doux en été et rude en hiver puisque soumis au vent froid Sharqi soufflant des montagnes de l'Est. Le village dispose de plusieurs sites culturels remarquables notamment de vestiges de sept anciens moulin à eau. Le village est une des conquêtes du prince Fakhr al-Din II (1572-1635). 
Chadra s'est engagée dans un processus de rénovation de son patrimoine, en l'occurrence de son système vernaculaire d'irrigation et de ses vieux moulins qui bordent la rivière Estefan.
Les habitants originaires de ce village rural sont en majorité des médecins, des enseignants, des policiers et des ingénieurs, des soldats et des officiers de l'armée libanaise (tels les généraux Wehbe Katicha, ancien député, et Jean El Atrach, commandant du régiment de commandos libanais).